# Mud Flow
I Mud Flow sono stati un gruppo alternative rock di Bruxelles (Belgio) fondata dal chitarrista Vincent Liben. Il loro sound è stato accostato a The Flaming Lips, Sonic Youth, Radiohead, e Echo & The Bunnymen.

## Formazione
- Vincent Liben, chitarra e voce (1994)
- Blazz, basso (2003)
- Fred Donche, tastiere (2006)
- Frederik Leroux Roels, chitarra (2007)

## Discografia

### EP
- 1998, Preface

### Album
- 2000, Amateur
- 2001, RE*ACT
- 2004, A Life on Standby
- 2007, Ryunosuke